# Излечити страх
„Излечи страх“ (рус. Излечит страхрус. Излечит страх) је руски историјски биографски филм о архиепископу Руске православне цркве у Украјини Луки Војно-Јасењецком, у режији Татјане Ходаковске и Александра Пархоменка. Радни наслови филма: „Лука“, „Лука. Лечи страх“, „Лука. Свети хирург“, „Лука. Дијамантски крст".
Филм је био епицентар серије скандала како током продукције тако и након објављивања филма; посебно, првобитно одобрени режисер филма, Сергеј Маслобојшчиков, оптужио је руску продукцијску кућу А-1 Кино Видео да је филм претворила у руско пропагандно дело које велича Руску православну цркву. Због проруске идеолошке компоненте, нико од украјинских филмских дистрибутера није желео да изнајми филм, па сходно томе филм никада није пуштен у украјинску биоскопску дистрибуцију. Једина земља у којој је филм објављен била је Русија: филм је пуштен у широку руску дистрибуцију 30. априла 2015; компанија за изнајмљивање - Централ Партнершип.

## Синопсис
1917, почетак руско-украјинског рата 1917. Млади лекар, Валентин Војно-Јасењецки, са супругом и четворо деце, сели се у Ташкент, захваћен грађанским ратом и интервенцијом, где Војно-Јасењецки постаје главни лекар градске болнице. Он не само да свакодневно спашава стотине пацијената, оперишући под мецима сталних уличних борби, већ се бори и за живот своје вољене супруге, која умире од туберкулозе. Усред репресије, остављен сам са четворо деце на периферији бивше империје, постаје свештеник. И од тог времена, никад не издавши ни скалпел ни крст, пролази кроз сва искушења изгнанства и лутања, исцељујући душу и тело...

## Улоге
У филму су учествовали познати руски глумци:
- Виталиј Безруков — Лука (одрасли)
- Андриј Саминин - Лука (у младости)
- Катерина Гусева - Ана Ланскаја (супруга Валентина Војно-Јасењецког)
- Викторија Малекторович — Софија Велецкаја
- Алексеј Шевченков — Иван Михајловскиј, хирург
- Олександр Јатско - Мамонтов
- Володимир Гостјухин је Лукин деда
- Иван Мацкевич је истражитељ
- Олександр Числов - Андрии
- Татјана Казанцева - Лена, ћерка Луке
- Васил Голованов - Григориј Ротенберг
- Олга Грисхина — камео улога
- Артем Позниак — епизодна улога
- Андрии Бондарцхук је дежурни
- Лариса Иатсенко - епизодна улога
- Кирило Новицки је сеоски полицајац
- Катерина Козлова — камео улога
- Филип Козлов — епизодна улога
- Елизавета Козлова — епизодна улога
- Костја Козлов — епизодна улога

## Креативна група
Директор продукције: Олександр Пархоменко
Сниматељи: Серхии Риабетс, Олександр Запоросхцхенко
Дизајнер: Серхии Брзестовскии
Композитор: Вадим Борисенко
Продуцент: Олег Ситник

## Производња
У септембру 2011, филм са радним насловом „Дијамантски крст“ победио је на другом питчингу филмских пројеката у Дершкину. Процена филма је била 38,4 милиона ₴, од чега је Дершкинов удео био 12,0 милиона ₴3. У финансирању филма учествовали су и Министарство културе Белорусије и Руски фонд за подршку филму.

## Снимање
Филм је сниман у Кијеву 2012. године.

## Пост продукција
Синхронизација и миксовање филма направљено је у украјинском студију за синхронизацију ЛеДоеин Студио.

## Издање
Филм није објављен у украјинској биоскопској дистрибуцији. Филм је добио лиценцу за дистрибуцију у Русији 2015. године. Филм је пуштен у широку руску дистрибуцију 30. априла 2015. године, дистрибутер је Централ Партнершип.

## Учешће на филмским фестивалима
Филм је први пут приказан на фестивалу православног филма РПЦ у Украјини „Покров“ 11. октобра 2013. године.
Осим тога, филм је освојио неколико награда на разним филмским фестивалима. Конкретно, филм је добио награду председника Белорусије на Међународном филмском фестивалу „Листапад” (Белорусија), победу на филмском фестивалу „Патрон-Украине” (Украјина), специјалну награду Свитлане Медведеве за „Отеловљење светости на екрану“ на Међународном филмском фестивалу „Сјајни анђео“ (Русија).[ 4] као и Гран при и „Награда хришћанског удружења“ ИЦФ-а Андрејевог крста (Грузија).